# Alexander Murray MacBeath
Alexander Murray Macbeath (Glasgow, 30 de junho de 1923 – Warwick, 14 de maio de 2014) foi um matemático escocês que trabalhou com superfícies de Riemann. A superfície de Macbeath e denominada em sua memória.

## Vida e formação
Filho de Alexander Macbeath, filósofo e lógico que foi professor da Queen's University de Belfast em 1925, logo após o nascimento de Murray. Murray também estudou na Queen's University, onde obteve o bacharelado.
Após a Segunda Guerra Mundial obteve um M.A. no Clare College. Obteve um Ph.D. em 1950 na Universidade de Princeton, orientado por Emil Artin.

## Carreira
Lecionou na Universidade de Keele e na Universidade de Dundee antes de seguir para a Universidade de Birmingham em 1963, onde permaneceu até 1979 como Mason Professor, seguindo depois para a Universidade de Pittsburgh nos Estados Unidos, onde aposentou-se compulsoriamente aos 60 anos de idade.
Subsequentemente assumiu um cargo na Universidade de Dundee onde permaneceu alguns anos, antes de seguir para Warwickshire onde foi professor emérito de matemática na Universidade de Warwick.

## Morte
O professor Macbeath morreu em 14 de maio de 2014 em Warwick, Inglaterra.